# Snemand
En snemand er en menneskelignende figur bygget i sne. Snemanden kan være udstyret med en gulerod som næse. Som mund og øjne kan der bruges sten, og til arme kan der bruges grene. Hvis man er kreativ, kan armene også laves af sne.
Selve kroppen laves ved at rulle to eller flere kæmpekugler af sne, som derefter sættes oven på hinanden. Som hoved bruges en snekugle væsentlig mindre end kuglerne til kroppen. 